# Zoran Primorac
Zoran Primorac (Zadar, 10 de maio de 1969) é um mesa-tenista croata. 

## Carreira
Zoran Primorac representou a Iugoslávia até 1991, e seu país a Croácia nos Jogos Olímpicos de 1992 até 2012, na qual somam sete participações olímpicas, ou seja, em todas as edições do tênis de mesa até então. Primorac conquistou a medalha de prata em duplas em 1988. 